# Pływanie na Letnich Igrzyskach Olimpijskich 1964 – 400 m stylem zmiennym kobiet
400 m stylem zmiennym kobiet – jedna z konkurencji pływackich rozgrywanych podczas XVIII Igrzysk Olimpijskich w Tokio. Eliminacje odbyły się 15 października, a finał 17 października 1964 roku.
W tej debiutującej na igrzyskach olimpijskich konkurencji podium zostało zdominowane przez amerykańskie pływaczki. Złoty medal wywalczyła rekordzistka świata Donna de Varona, która ustanowiła w finale nowy rekord olimpijski (5:18,7). Srebro zdobyła Sharon Finneran (5:24,1), minimalnie wyprzedzając Marthę Randall (5:24,2).

## Rekordy
Przed zawodami rekord świata i rekord olimpijski wyglądały następująco:
| Rekord            | Zawodniczka      | Czas   | Miejsce   | Data             |       |
| ----------------- | ---------------- | ------ | --------- | ---------------- | ----- |
| Rekord świata     | Donna de Varona  | 5:14,9 | Nowy Jork | 30 sierpnia 1964 | [ 1 ] |
| Rekord olimpijski | nowa konkurencja | -      | -         | -                |       |

W trakcie zawodów ustanowiono następujące rekordy:
| Data            | Etap konkurencji      | Zawodnik         | Czas   | Rekord |
| --------------- | --------------------- | ---------------- | ------ | ------ |
| 15 października | wyścig eliminacyjny 1 | Anita Lonsbrough | 5:30,6 | OR     |
| 15 października | wyścig eliminacyjny 2 | Martha Randall   | 5:27,8 | OR     |
| 15 października | wyścig eliminacyjny 3 | Veronika Holletz | 5:26,8 | OR     |
| 15 października | wyścig eliminacyjny 4 | Donna de Varona  | 5:24,2 | OR     |
| 17 października | finał                 | Donna de Varona  | 5:18,7 | OR     |

## Wyniki

### Eliminacje
| Miejsce | Wyścig | Tor | Zawodniczka              | Państwo                       | Czas     | Uwagi |
| ------- | ------ | --- | ------------------------ | ----------------------------- | -------- | ----- |
| 1.      | 4      | 5   | Donna de Varona          | Stany Zjednoczone             | 5:24,2   | Q,    |
| 2.      | 3      | 5   | Veronika Holletz         | Wspólna Reprezentacja Niemiec | 5:26,8   | Q     |
| 3.      | 2      | 2   | Martha Randall           | Stany Zjednoczone             | 5:27,8   | Q     |
| 4.      | 1      | 3   | Anita Lonsbrough         | Wielka Brytania               | 5:30,6   | Q     |
| 5.      | 3      | 6   | Betty Heukels            | Holandia                      | 5:32,4   | Q     |
| 6.      | 1      | 4   | Sharon Finneran          | Stany Zjednoczone             | 5:32,7   | Q     |
| 7.      | 1      | 5   | Márta Egerváry           | Węgry                         | 5:35,8   | Q     |
| 8.      | 3      | 4   | Linda McGill             | Australia                     | 5:38,3   | Q     |
| 9.      | 2      | 7   | Barbara Hounsell         | Kanada                        | 5:38,4   |       |
| 10.     | 4      | 3   | Marianne Heemskerk       | Holandia                      | 5:38,6   |       |
| 11.     | 1      | 2   | Helga Zimmermann         | Wspólna Reprezentacja Niemiec | 5:38,9   |       |
| 12.     | 2      | 6   | Adrie Lasterie           | Holandia                      | 5:41,3   |       |
| 13.     | 3      | 2   | Kimiko Ezaka             | Japonia                       | 5:42,1   |       |
| 14.     | 2      | 5   | Harriet Blank            | Wspólna Reprezentacja Niemiec | 5:42,4   |       |
| 15.     | 1      | 6   | Jane Cortis              | Australia                     | 5:43,6   |       |
| 16.     | 3      | 7   | Kirsten Strange-Campbell | Dania                         | 5:44,4   |       |
| 17.     | 4      | 1   | Helen Kennedy            | Kanada                        | 5:49,9   |       |
| 18.     | 2      | 4   | Isabel Castañe           | Hiszpania                     | 5:50,7   |       |
| 19.     | 4      | 7   | Natsuko Matsuda          | Japonia                       | 5:51,5   |       |
| 20.     | 4      | 6   | Silvia Belmar            | Meksyk                        | 6:00,7   |       |
| 21.     | 2      | 3   | Margaret Harding         | Portoryko                     | 6:10,7   |       |
| 22.     | 3      | 3   | Pamela Johnson           | Australia                     | 6:11,9   |       |
| 26. !   | 1      |     | Marilyn Sidelsky         | Rodezja Południowa            | 9:99,9 ! | DNS   |
| 26. !   | 3      |     | Rosario de Vivanco       | Peru                          | 9:99,9 ! | DNS   |
| 26. !   | 4      |     | Elisabeth Ljunggren      | Szwecja                       | 9:99,9 ! | DNS   |
| 26. !   | 4      |     | Janice Murphy            | Australia                     | 9:99,9 ! | DNS   |

### Finał
| Miejsce | Tor | Zawodniczka      | Państwo                       | Czas   | Uwagi |
| ------- | --- | ---------------- | ----------------------------- | ------ | ----- |
| 1. !    | 4   | Donna de Varona  | Stany Zjednoczone             | 5:18,7 | OR    |
| 2. !    | 7   | Sharon Finneran  | Stany Zjednoczone             | 5:24,1 |       |
| 3. !    | 3   | Martha Randall   | Stany Zjednoczone             | 5:24,2 |       |
| 4.      | 5   | Veronika Holletz | Wspólna Reprezentacja Niemiec | 5:25,6 |       |
| 5.      | 8   | Linda McGill     | Australia                     | 5:28,4 |       |
| 6.      | 2   | Betty Heukels    | Holandia                      | 5:30,3 |       |
| 7.      | 6   | Anita Lonsbrough | Wielka Brytania               | 5:30,5 |       |
| 8.      | 1   | Márta Egerváry   | Węgry                         | 5:38,4 |       |